# Trygve Bjerkrheim
Trygve Alvgeir Bjerkrheim (26. august 1904 i Bjerkreim – 27. februar 2001 i Oslo) var en norsk redaktør og salmedigter. 
Han var født i Bjerkreim i Rogaland, men flyttede som barn med familien til Løken i Høland og voksede op dér. Bjerkrheim blev cand.theol. og blev ansat som redaktør for bladet Kineseren i 1936, et blad, der senere fik navnet Utsyn, og som er hovedorgan for Norsk Luthersk Misjonssamband. Som forfatter har han skrive flere tusinde digte, sange og salmer, som findes i næsten alle kristne sang- og salmebøger i Norge. Nogle af hans sange er oversat til dansk og optaget i danske kristne sangbøger. 

## Ekstern henvisning
- Trygve Bjerkrheim Arkiveret 6. april 2018 hos  Wayback Machine